# Die Königstochter als Schlange
Die Königstochter als Schlange ist ein Volksmärchen vom Typ Zaubermärchen (AaTh 402), das im estnischen und litauischen Sprachraum bekannt ist.

## Handlung
Ein König schickt seine drei Söhne in die Welt, um demjenigen von ihnen, der ihm das weißeste Hemd bringt, nach seinem Tode das Königreich zu vererben. Der jüngste Sohn, der dem König der liebste, aber nicht so stark und klug wie seine Brüder ist, hat wenig Hoffnung, sich mit diesen messen zu können und so geht er in einen Wald und weint. Da bemerkt er plötzlich ein Rattenloch, aus dem Licht scheint, vergrößert den Eingang und steigt hinein. Unten angekommen entdeckt er ein wunderschönes Schloss, worin er einer großen Schlange begegnet, der er seine Geschichte erzählt. Diese bietet ihm an behilflich zu sein, wenn er ihr drei Tage treu dient und sie jeden Tag dreimal wäscht. Der Königssohn willigt ein, woraufhin er ein silbernes Kästchen erhält, in dem sich ein leuchtendes Hemd befindet, das denen seiner Brüder an Schönheit überlegen ist.
Als zweite Aufgabe trägt der König auf ein Brot zu bringen, das möglichst fein und schmackhaft ist. Der jüngste Sohn sucht die Schlange erneut auf, dient ihr und geht wieder als Sieger hervor. Die letzte Aufgabe besteht darin, die schönste Braut nach Hause zu führen, doch dieses Mal besteht die Schlange nicht nur auf den Waschungen, sondern auch darauf, dass er sie während des Schlafes in einen heißen Ofen wirft, die Tür verschließt und ihre Schreie ignoriert. Den Anweisungen Folge leistend, wartet er ab, bis die Schreie verstummt sind, und öffnet den Ofen danach. Da springt ihm eine wunderschöne Königstochter entgegen und bedankt sich bei ihm, denn er hatte sie damit aus einem Zauber erlöst, den ihr der Teufel auferlegt hatte, weil sie diesen als Bräutigam verschmähte, und mit ihr als Braut beerbte der Königssohn seinen Vater.

## Hintergrund
Die estnische Version, die im Deutschen den Titel Die Königstochter als Schlange bekam, stammt von Jakob Hurt, wurde in Suure-Jaani von E. Saabas aufgezeichnet und ist eine von über 40 im Land bekannten Varianten des Märchens. In einer ähnlichen litauischen Variante sind es ein Tüchlein, ein Fingerring und ein schönes Mädchen, die an den Hof des Königs gebracht werden müssen, wobei der König dem dummen jüngsten Sohn sein Königreich nicht geben will und deshalb immer neue Aufgaben ersinnt. Da die Prinzessin in dieser Version auch ein verwunschenes Königreich samt Palast und vielen Dienern mit sich bringt, verzichtet der Königssohn schlussendlich auf das Königreich seines Vaters. Diese Version wurde 1910 in Mikai, Kreis Kretinga von dem Sammler P. Uoselis nach der Erzählerin Emilija Uoselytė aufgezeichnet und erhielt im Deutschen den Titel Die in eine Schlange verwandelte Prinzessin.